# شهرستان المناقیل
شهرستان المناقیل یک منطقهٔ مسکونی در سودان است که در جزیره (ایالت سودان) واقع شده‌است. شهرستان المناقیل ۹۰۶٬۲۱۶ نفر جمعیت دارد.